# 川合康三
川合 康三（かわい こうぞう、1948年4月4日 - ）は、日本の中国文学者、京都大学名誉教授。日本学術会議会員。

## 来歴・人物
静岡県浜松市生まれ。1971年京都大学文学部中国文学科卒、小川環樹に師事、1976年同大学院博士課程中退、京都大学助手、1979年東北大学文学部専任講師、1981年助教授、1987年京都大学文学部助教授、1995年教授を経て大学院文学研究科教授、2012年定年退任。台湾大学招聘教授（2012-13年度）、ブランダイス大学招聘教授、國學院大學文学部特別専任教授（2015-19年度）。1991年蘆北賞受賞。2000年『中国自伝文学研究』により京大文学博士。
中国古典文学で中唐の詩を専門とし、恋愛詩を論じた『中国のアルバ』のような著書もある。学術著作には旧漢字を用いている。2023年に『中国の詩学』で立命館白川静記念東洋文字文化賞大賞（第17回）を受賞した。

## 著書
- 『曹操 矛を横たえて詩を賦す』「中国の英傑4」集英社 1986／ちくま文庫 2009
- 『中国の自伝文学』創文社〈中国学芸叢書〉1996／講談社「創文社オンデマンド叢書」2022※（電子出版で再刊）
- 『風呂で読む杜甫』世界思想社 1996。シリーズ風呂で読む
- 『終南山の変容 中唐文学論集』研文出版 1999
- 『中国のアルバ 系譜の詩学』汲古書院〈汲古選書〉2003
- 『中国古典文学彷徨』研文出版〈研文選書〉2008
- 『白楽天 官と隠のはざまで』岩波新書 2010
- 『中国の恋のうた 「詩経」から李商隠まで』岩波書店〈岩波セミナーブックス〉2011
- 『杜甫』岩波新書 2012
- 『桃源郷 中国の楽園思想』講談社選書メチエ 2013※
- 『漢詩のレッスン』岩波ジュニア新書 2014
- 『生と死のことば 中国の名言を読む』岩波新書 2017
- 『中国の詩学』研文出版 2022
- 『中国古典文学の存亡』研文出版〈研文選書〉2023
- 『偏愛的漢詩雑記帖』大修館書店 2024

※は電子書籍も刊

### 共編著
- 『文選 鑑賞中国の古典12』興膳宏共著、角川書店 1988
  - 改訂版『精選訳注 文選』 講談社学術文庫 2023※ - 賦・詩・文章を抜粋解説
- 『隋書経籍志詳攷』興膳宏共著、汲古書院 1995
- 『中唐文学の視角』松本肇共編、創文社 1998
- 『六朝詩人群像』「あじあブックス」大修館書店 2001。列伝で3名担当
- 『中国の文学史観』創文社 2002。編著
- 『中国文学研究文献要覧古典文学 1978〜2007』監修、日外アソシエーツ 2008
- 『韓愈詩訳注』研文出版 2015-（全5冊予定）。編者代表：緑川英樹・好川聡
- 『文選 詩篇』全6巻、岩波文庫 2018-2019

編者代表：富永一登・釜谷武志・和田英信・浅見洋二・緑川英樹
- 吉川幸次郎・興膳宏『杜甫詩注』岩波書店 2024- 。第2期より協力で参加

記念論集
- 『〈中国の詩学〉を超えて 川合康三先生喜寿記念論集』研文出版 2024

### 編訳
- 『李商隠詩選』岩波文庫 2008
- 『白楽天詩選』岩波文庫（上下）2011
- 『新編 中国名詩選』岩波文庫（上中下）2015※
- 『新釈漢文大系 詩人篇 六・七 杜甫』明治書院 2019.5 - 2023.6[2]。
- 『曹操・曹丕・曹植詩文選』岩波文庫 2022